# Letsind
Letsind er en stumfilm fra 1914 med ukendt instruktør.